# The Tortured Poets Department
The Tortured Poets Department je jedenácté studiové album americké zpěvačky Taylor Swift. Album vyšlo 19. dubna 2024 pod vydavatelstvím Republic Records. Swift oznámila vydání alba na předávání 66. cen Grammy, kde díky jejímu desátému studiovému albu Midnights obdržela ceny za nejlepší popové vokální album a za album roku. 
Standardní verze alba se skládá ze 16 písní. Jen pár hodin po vydání standardní verze alba byla vydána i druhá verze s názvem The Anthology, obsahující 31 skladeb, 16 ze standardní verze, 4 bonusové skladby, které se objevují na fyzických kopiích alba a 11 nových písní. Na produkci alba spolupracovala s Jackem Antonoffem, Aaronem Dessnerem a Patrikem Bergerem. Album se kategorizuje mezi různé podžánry popu jako synthpop, folk-pop nebo chamber pop. V dvou písních se objevují další interpreti - Post Malone a Florence and the Machine.
Album utržilo různé streamovací a prodejní rekordy. Dosáhlo nejvyšších jednodenních a týdenních celosvětových streamů pro album na Spotify. Ve Spojených státech debutovalo na vrcholu žebříčku Billboard 200 s 2,6 miliony albových ekvivalentů za první týden, včetně 1,9 milionu čistých prodejů, což znamená největší zpěvaččin prodejní týden. Díky písním z alba se stala prvním umělcem, který obsadil prvních 14 pozic v žebříčku Billboard Hot 100, s hlavním singlem Fortnight na vrcholu. 
Album po vydání rozdělovalo kritiky hlavního proudu: většina recenzí byla pozitivní a chválila zpěvaččino psaní písní pro jeho emocionální rezonanci a vtip, ale některým to přišlo příliš dlouhé a postrádající hloubku. Následná hodnocení ocenila hudební a textové zaměření alba, které se objevily při dalším poslechu, a zpochybnily důvěryhodnost počáteční kritiky, která se údajně zaměřovala spíše na reputaci Swift než na umělecké zásluhy. Swift začlenila písně z alba do evropské části svého turné The Eras Tour, počínající Paříží.

## Pozadí alba
V roce 2022 Swift vydala své desáté studiové album Midnights, přičemž zaznamenala velký komerční úspěch i příznivou kritiku. Během několika dní po vydání se Midnights stalo nejprodávanějším albem ve Spojeném království a Swift tím překonala rekord, který dříve držela Madonna. Následující rok v rámci jejího projektu ohledně vlastnictví práv na její alba znovuvydala alba Speak Now (Taylor's Version) a 1989 (Taylor's Version). Ve stejném roce začalo i její komerčně úspěsné turné The Eras Tour.  
Album začala zpěvačka krátce po vydání Midnights a pokračovala v jeho tvorbě na turné. Písničky v albu jsou volně inspirovány událostmi z osobního života Swift.   
Midnights bylo nominováno na šest cen Grammy na jeho 66. výročí předávání. Swift za něj získala ceny za nejlepší popové vokální album a za album roku. V ten samý večer si na sociálních sítích změnila profilovou fotku na obal jejího desátého studiového alba v černobílé barvě. Fanoušci tedy spekulovali o tom, že Swift na předávání cen oznámí datum znovuvydání alba Reputation. Ve své děkovné řeči za první zmíněnou cenu ale odhalila své nové studiové album The Tortured Poets Department, které tajila téměř dva roky a oznámila datum jeho vydání na 19. dubna 2024.

## Seznam skladeb
| Pořadí         | Název                                             | Délka |
| -------------- | ------------------------------------------------- | ----- |
| 1.             | „Fortnight“ (featuring Post Malone)               | 3:48  |
| 2.             | „The Tortured Poets Department“                   | 4:53  |
| 3.             | „My Boy Only Breaks His Favorite Toys“            | 3:23  |
| 4.             | „Down Bad“                                        | 4:21  |
| 5.             | „So Long, London“                                 | 4:22  |
| 6.             | „But Daddy I Love Him“                            | 5:40  |
| 7.             | „Fresh Out the Slammer“                           | 3:30  |
| 8.             | „Florida!!!“ (featuring Florence and the Machine) | 3:35  |
| 9.             | „Guilty as Sin?“                                  | 4:14  |
| 10.            | „Who's Afraid of Little Old Me?“                  | 5:34  |
| 11.            | „I Can Fix Him (No Really I Can)“                 | 2:36  |
| 12.            | „Loml“                                            | 4:37  |
| 13.            | „I Can Do It With a Broken Heart“                 | 3:38  |
| 14.            | „The Smallest Man Who Ever Lived“                 | 4:05  |
| 15.            | „The Alchemy“                                     | 3:16  |
| 16.            | „Clara Bow“                                       | 3:36  |
| Celková délka: | Celková délka:                                    | 65:08 |

| Pořadí | Název            | Délka |
| ------ | ---------------- | ----- |
| 17.    | „The Manuscript“ | 3:44  |

| Pořadí | Název        | Délka |
| ------ | ------------ | ----- |
| 17.    | „The Bolter“ | 3:58  |

| Pořadí | Název           | Délka |
| ------ | --------------- | ----- |
| 17.    | „The Albatross“ | 3:03  |

| Pořadí | Název           | Délka |
| ------ | --------------- | ----- |
| 17.    | „The Black Dog“ | 3:58  |

| Pořadí         | Název                              | Délka  |
| -------------- | ---------------------------------- | ------ |
| 17.            | "The Black Dog"                    | 3:58   |
| 18.            | "Imgonnagetyouback"                | 3:42   |
| 19.            | "The Albatross"                    | 3:03   |
| 20.            | "Chloe or Sam or Sophia or Marcus" | 3:33   |
| 21.            | "How Did It End?"                  | 3:58   |
| 22.            | "So High School"                   | 3:48   |
| 23.            | "I Hate It Here"                   | 4:03   |
| 24.            | "Thank You Aimee"                  | 4:23   |
| 25.            | "I Look in People's Windows"       | 2:11   |
| 26.            | "The Prophecy"                     | 4:09   |
| 27.            | "Cassandra"                        | 4:00   |
| 28.            | "Peter"                            | 4:43   |
| 29.            | "The Bolter"                       | 3:58   |
| 30.            | "Robin"                            | 4:00   |
| 31.            | "The Manuscript"                   | 3:44   |
| Celková délka: | Celková délka:                     | 122:21 |